# Аварийная регулирующая кассета

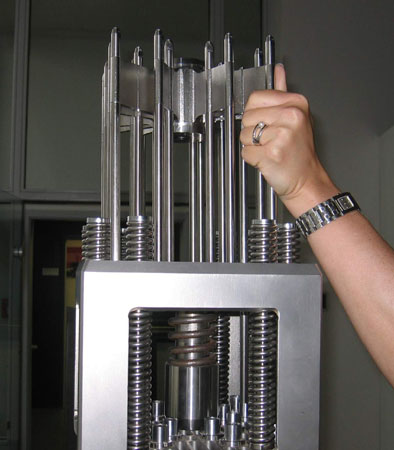
АРК

Аварийная регулирующая кассета, АРК — как правило, представляет собой металлическую шестигранную призму из борированной стали (поглощающая надставка), вводимый в активную зону ядерного реактора для регулирования интенсивности протекания ядерной реакции, и, соответственно, его мощности.
При введении АРК в активную зону реактора, нейтроны начинают интенсивно поглощаться атомами бора, имеющими большое сечение поглощения, что приводит к нарушению протекания ядерной реакции и её затуханию, при выведении стержня АРК из активной зоны уменьшается доля нейтронов, поглотившаяся в кассетах АРК, что приводит к увеличению интенсивности ядерной реакции.
Для увеличения эффективности АРК снизу поглощающей надставки иногда прикрепляют обычную тепловыделяющую сборку (ТВС). Таким образом, при выведении поглощающей надставки из активной зоны (при её движении вверх в активную зону вводится кассета со свежим топливом, а при её опускании часть топлива выводится из активной зоны. Такая конструкция АРК применяется на реакторах ВВЭР-440.
При нормальной работе реактора на мощности, АРК обычно подвешены в верхнем или промежуточном положении, при нарушении работы реактора электроприводы и электромагниты, удерживающие АРК в верхнем положении, обесточиваются, и кассеты АРК падают вниз под действием силы тяжести, что обеспечивает автоматическую аварийную остановку реактора при любых отказах в системе питания и управления.